# Sporosarcina pasteurii
Sporosarcina pasteurii ist eine Bakterienart, die in der Lage ist, Harnstoff abzubauen. Sie zählt zu der Abteilung Firmicutes. Wegen der stäbchenförmigen Zellen und der Fähigkeit, Endosporen zu bilden, wurde sie früher der Gattung Bacillus zugeordnet. Sporosarcina pasteurii ist in der Lage, in bestimmten Nährmedien Calciumcarbonat herzustellen, dies macht sie interessant für Anwendungen der Biomineralisation als natürlicher Produzent von Zement.

## Merkmale

### Erscheinungsbild
Die Zellen von Sporosarcina pasteurii sind stäbchenförmig. Sie sind grampositiv. Der Durchmesser der Zellen liegt zwischen 0,5 und –1,2 μm in der Breite und 1,3 bis 4,0 μm in der Länge. Sie treten einzeln oder in Paaren auf. S. pasteurii bildet, wie alle Arten der Gattung, Endosporen. Die Lage der kugelförmigen Sporen in der Mutterzelle ist terminal, dabei ist die Zelle nicht angeschwollen. Im lichtmikroskopischen Bild sind sie als helle, lichtbrechende Formen zu erkennen. Die Art ist motil, kann sich also selbständig bewegen.

### Wachstum und Stoffwechsel
Sporosarcina pasteurii ist heterotroph, sie führt keine Photosynthese durch. Der Stoffwechsel beruht auf der Atmung bzw. der Fermentation. Die Art zeigt auch unter anaeroben Bedingungen, also unter Sauerstoffausschluss, Wachstum. Der pH-Wert für bestes Wachstum ist pH 9. S. pasteurii ist somit alkaliphil, bevorzugt also hohe pH-Werte. Die optimale Temperatur für das Wachstum liegt bei 30 °C. Weiterhin ist S. pasteurii halotolerant und wächst bei einem Natriumchlorid-Gehalt von 10 %. Zur Kultivierung kann ein flüssiges Nährmedium verwendet werden, das neben Pepton und Hefeextrakt noch 2 % Harnstoff oder Ammoniumchlorid enthält.
Der Urease-Test fällt positiv aus, die Art besitzt das Enzym Urease und ist somit in der Lage, den im Urin enthaltenen Harnstoff abzubauen. Von der Gattung Sporosarcina sind mehrere Arten in der Lage, Harnstoff (lateinisch urea) zu nutzen, z. B. Sporosarcina ureae. Wie alle Sporosarcina-Arten verhält sich S. pasteurii positiv im Katalase- und Oxidase-Test. Genauso ist sie fähig, Gelatine durch Hydrolyse zu verwerten, nicht jedoch Stärke zu hydrolysieren.
Von Bedeutung für Anwendungen der Biomineralisation ist die Tatsache, dass S. pasteurii Calciumcarbonat produziert, das als „Biozement“ (vergleiche Zement) verwendet werden kann. Dafür verantwortlich ist zum einen das Enzym Urease, so kann S. pasteurii Harnstoff mit Hilfe der Urease abbauen. Dabei wird der Harnstoff (NH2-CO-NH2) unter Reaktion mit Wasser (H2O) „gespalten“ (hydrolysiert), es entstehen – bei dem alkalischen pH-Wert, in dem sie optimal wächst – Ammonium-Ionen (NH4+) und Carbonat-Ionen:
{\displaystyle \mathrm {H_{2}N{-}CO{-}NH_{2}+2\ H_{2}O{\xrightarrow {\text{Urease}}}2\ NH_{4}^{+}+CO_{3}^{2-}} }
Wenn im Nährmedium Calcium-Ionen vorhanden sind, reagieren diese mit den Carbonat-Ionen zu schwer löslichem Calciumcarbonat:
{\displaystyle \mathrm {Ca^{2+}+CO_{3}^{2-}\longrightarrow CaCO_{3}} }
Das Calciumcarbonat setzt sich als Präzipitat ab (synthetisches Calciumcarbonat) oder kristallisiert als Calcit aus.

### Chemotaxonomische Merkmale
Die Mureinschicht in der Zellwand enthält die Diaminosäure L-Lysin als diagnostisch wichtige Aminosäure an Position 3 der Peptidbrücke. Der Peptidoglycan-Typ ist A4α (eine Aminodicarbonsäure – eine Aminosäure mit zwei Carboxygruppen – verbindet zwei Tetrapeptide), bei der Aminodicarbonsäure handelt es sich um D-Asparaginsäure. Wie für Sporosarcina-Arten üblich ist das Haupt-Menachinon MK-7. Die in den Membranlipiden hauptsächlich vorkommende Fettsäure ist die verzweigte  Fettsäure mit der Abkürzung anteiso-C15:0 (anteiso-Pentadecansäure), ihr Anteil liegt bei 49 %. Zu 15 % kommt die ebenfalls verzweigtkettige Fettsäure mit der Abkürzung iso-C14:0 (iso-Tetradecansäure) vor.
Der GC-Gehalt (der Anteil der Nukleinbasen Guanin und Cytosin) in der Bakterien-DNA liegt bei 38,5 Mol-Prozent. Das Genom des Bakterienstammes S. pasteurii NCIM 2477 wurde 2013 vollständig sequenziert, und 2014 als Entwurf (draft) veröffentlicht. Hierbei handelt es sich um den Bakterienstamm, der wegen der Fähigkeit zur Biomineralisation intensiv erforscht wird, um ihn möglicherweise als Produzent von „Biozement“ einsetzen zu können. Zuvor wurden für phylogenetische Untersuchungen bereits die Nukleotide der 16S rRNA bestimmt, ein für Prokaryoten typischer Vertreter der ribosomalen RNA.

### Pathogenität
Sporosarcina pasteurii ist nicht pathogen („krankheitserregend“), sie wird durch die Biostoffverordnung in Verbindung mit der TRBA (Technische Regeln für Biologische Arbeitsstoffe) 466 der Risikogruppe 1 zugeordnet.

## Systematik
Die Art Sporosarcina pasteurii zählt zu der Familie der Planococcaceae. Diese Familie wird zu der Abteilung der Firmicutes gestellt. Die Art wurde von Miquel im Jahr 1889 bei der Untersuchung von fermentativen Prozessen bei Harnstoff und Ammonium erstbeschrieben und zunächst als Urobacillus pasteurii geführt. Weitere Untersuchungen von Chester 1898 führten zur Zuordnung zur Gattung Bacillus als Bacillus pasteurii. Die Forschungsergebnisse von Jung-Hoon Yoon u. a. führten 2001 dazu, dass mehrere Bacillus-Arten der Gattung Sporosarcina zugeordnet wurden, dies trifft auch auf S. pasteurii zu. Die Bezeichnungen Bacillus pasteurii und Urobacillus pasteurii werden als Synonyme verwendet. Der Typusstamm ist S. pasteurii ATCC 11859. Es sind zahlreiche Bakterienstämme von S. pasteurii in verschiedenen Sammlungen von Mikroorganismen hinterlegt.

## Etymologie
Der Gattungsname Sporosarcina leitet sich von dem griechischen Wort spora („Spore“) und dem lateinischen Wort sarcina („Bündel“) ab und bezieht sich auf das Erscheinungsbild dieser sporenbildenden Bakterien. Der Artname S. pasteurii ist zu Ehren von Louis Pasteur gewählt worden.

## Vorkommen und Bedeutung
Die Art wurde in Wasser, Abwasser, Böden und in Urinalen gefunden.

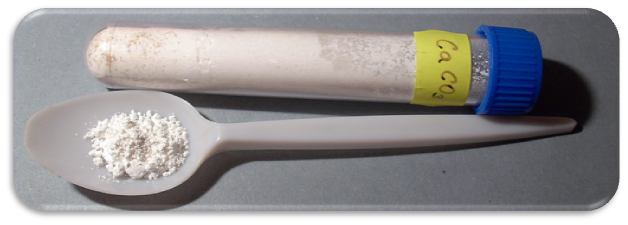
Calciumcarbonat, Bestandteil des Kalkstein, wird im Zement verwendet und wird von Sporosarcina pasteurii produziert.

Sporosarcina pasteurii zählt zu den Mikroorganismen, deren Biomineralisation intensiv untersucht wird, um technische Anwendungen basierend auf ihrer Fähigkeit zur Produktion von Calciumcarbonat zu ermöglichen. Von Vorteil ist hierbei die hohe Aktivität der gebildeten Urease beim Substratabbau, womit eine große Menge Calciumcarbonat als Biomineral gebildet werden kann, wenn genügend Calcium-Ionen im Nährmedium vorhanden sind. Ebenso wichtig ist, dass S. pasteurii als alkaliphiler Organismus die für die Biomineralisation notwendigen hohen pH-Werte toleriert.
Geeignete Mischungen von S. pasteurii in Nährmedien können als Versiegelung für Risse und Spalten sowohl in Gebäuden als auch in natürlichen Kalkstein-Formationen dienen. Auch die umweltschonende Produktion von Zement („Biozement“) ist möglich. Weiterhin kommt der Einsatz bei der Restaurierung von aus Ziegeln hergestellten Gebäuden und bei der Sanierung von Beton in Frage. Ebenfalls wird die biomedizinische Anwendung diskutiert.
Studien haben gezeigt, dass als Nährmedium ein Abfallprodukt von Molkereien geeignet ist, es handelt sich dabei um die sogenannte Lactose-Mutterlauge (lactose mother liquor, abgekürzt LML). Dies ist eine Flüssigkeit, die bei der Abtrennung von Lactose übrig bleibt und Calcium-Ionen aus der Milch in einer Massenkonzentration von 353 mg/l (Milligramm pro Liter) enthält. LML stellt somit eine günstige Alternative zu herkömmlichen Nährmedien dar, um zusammen mit sterilisiertem Sand nach Inokulation mit S. pasteurii eine mörtelartige Komponente zu erhalten. In der Mischung wird eine Urease-Aktivität von 353 U/ml ermittelt (U – enzyme unit – ist die Einheit für die katalytische Aktivität). Das mit Hilfe des Bakteriums ausgekittete Material besteht zu 24 % aus Calcit. Außerdem wurden durch Bestrahlung mit UV-Licht Mutanten eines Bakterienstammes erzeugt. Die als Bp M-3 (Bp als Abkürzung für Bacillus pasteurii) bezeichnete Mutante zeigt im Vergleich mit dem Wildtyp die höchste Urease-Aktivität und produziert am meisten Calcit.
2013 wurden Versuche durchgeführt, Backsteine mit Hilfe von S. pasteurii zu einem Mauerwerk zu verbinden. Dabei wird ein Nährmedium (OptU) verwendet, das eine optimale Produktion von Urease ermöglicht. Neben Glucose, Hefeextrakt und Harnstoff enthält dieses Medium Magnesiumsulfat (MgSO4 · 7 H2O), Nickel(II)-sulfat (NiSO4 · 6 H2O), Calciumchlorid (CaCl2) sowie als Puffersubstanzen noch Dikaliumhydrogenphosphat (K2HPO4) und Kaliumdihydrogenphosphat (KH2PO4). Zusammen mit den enthaltenen Bakterien (der Stamm S. pasteurii NCIM 2477) wird es als eine Art Mörtel eingesetzt, in das die Backsteine eingetaucht werden. Während der 28-tägigen Aushärtung wurden verschiedene Parameter, wie pH-Wert, Harnstoffabbau und Calcitbildung überwacht. Außerdem wurde untersucht, wie sich die Biomineralisation auf die Wasseraufnahmefähigkeit und die Druckfestigkeit auswirkt. Die mit dem OptU Nährmedium behandelten Backsteine zeigen im Vergleich zu denen mit einem üblichen Nährmedium (Nährbouillon) behandelten bessere Ergebnisse, also eine höhere Druckfestigkeit und eine niedrigere Wasseraufnahmefähigkeit. Basierend auf diesen Ergebnissen wird eine kommerzielle Nutzung angestrebt, beispielsweise bei der Reparatur oder dem Verbau von Backsteinen in Trägern. Auch die Restaurierung von Rissen im Mauerwerk historischer Gebäude soll auf diese Weise ermöglicht werden, beispielsweise beim Einsatz von mit Bakterien angereichertem Zementmörtel beim Sanieren von Baudenkmälern.
Bereits 2001 wurden aus Zementmörtel Betonblöcke hergestellt, die entweder über den mit S. pasteurii versetzten Portlandzement Bakterien enthielten oder bei denen Risse mit dem Bakterium in einem Nährmedium verfüllt wurden. Hierbei zeigen die Mischungen mit einer eher geringen Zellzahl die besten Ergebnisse im Hinblick auf die Druckfestigkeit. Auch die mit Bakterienmaterial ausgebesserten Betonblöcke zeigen einen erhöhten Wert für die Druckfestigkeit und die Biegesteifigkeit.